# Serongga (Borneo Południowe)
Serongga – wieś (desa) w kecamatanie Kelumpang Hilir, w kabupatenie Kotabaru w prowincji Borneo Południowe w Indonezji.
Miejscowość ta leży w południowo-środkowej części kecamatanu, przy drodze Jalan Jenderal Ahmad Yani.